# Жан Ежен Робер Уден
Жан Ежен Робер Уден (фр. Jean Eugène Robert-Houdin; Блоа, 6. децембар 1805 — Сен Жерве ла Форе, 13. јун 1871) је био француски мађионичар.

## Биографија
Рођен је 6. децембра 1805. године у месту Блоа у Француској
Школовао се у Орлеану, након чега је кратко радио као часовничар. Сасвим случајно у његове руке је допала књига о мађионичарству захваљујући којој се заинтерсовао за ову област, те је почео да узима часове мађионичарства код локалног мађионичара аматера. После извесног времена преселио се у Тур где је отворио часовничарску радњу а у слободно време бавио се мађионичарством. Кључни моменат у његовом животу био је када је постао шегрт код чувеног мађионичара Де Грисија (фр. De Grissi).
Његово познавање магије довело га је у ситуацију да га француски цар Наполеон III пошаље у Алжир 1856. године, не би ли својим умећем имресионирао побуњенике против француске колонизације.
Његов трик заустављања метка више је уплашио локално становништво него што их је уверио да је њихова побуна неразумна. Користио је још неколицину трикова не би ли их уверио да је француска магија јача од њихове, шаманске. Познат је његов трик Поморанџино дрво.
Често га називају и „оцем модерне магије“, јер је он био први мађионичар који је, мађионичарске вештине са вашарских и пијачних простора увео у позоришта и приватне салоне. Такође је увео и обичај да пред публику излази формално одевен, у сличан тип одела какав је имала и његова публика.
Његово презиме је у ствари Робер, а Уден је стекао женидбом са госпођицом Уден.
Умро је 13. јуна 1871. године.